# 恐喝罪
恐喝罪（きょうかつざい）とは、暴力や相手の公表できない弱みを握るなどして脅迫すること等で相手を畏怖（いふ）させ、金銭その他の財物を脅し取ることを内容とする犯罪。刑法249条に規定されている。

## 条文
第1項は財物恐喝罪、第2項は利益恐喝罪、二項恐喝罪である。

## 構成要件
- 客観的構成要件

1. 社会通念上、相手方を畏怖させる程度の脅迫または暴行を加えること（恐喝行為）
2. 恐喝行為により相手方が畏怖すること
3. 相手方がその意思により、財物ないし財産上の利益を処分すること（処分行為）
4. 財物ないし財産上の利益が、行為者ないし第三者に移転すること

また、1-4の間に因果関係があることが必要である。
- 主観的構成要件

故意のほか、不法領得の意思が要求される。この点は、他の領得罪と共通である。

## 行為

### 行為の客体
恐喝罪の客体は「財物」（財物恐喝罪）又は「財産上の利益」（利益恐喝罪）である。原則として、他人の財物、他人の財産上の利益が客体であるが、自己の財物であっても、他人が占有し、又は公務所の命令により他人が看守するものであるときは、他人の財物とみなされる（刑法251条・242条）。また、電気も財物に含まれる（刑法251条・245条）。

### 行為の内容
恐喝罪の行為は、人を恐喝して財物を交付させることである。「恐喝」とは、脅迫または暴行であって、反抗を抑圧する程度に達しないものをいう。もっとも、脅迫の程度が単に威圧感を与えたり困惑させたりするにとどまるような場合は該当しない。いわゆるカツアゲも恐喝である。

### 権利行使と恐喝
債権の取り立てなど権利行使がされる際、ときに大小の脅迫行為がされることがあるが、この場合、恐喝罪の成立が問題となり、無罪説、恐喝罪説、脅迫罪説が存在する。
この点については、恐喝罪が成立しうるとしつつ、取り立てる金品の額が有効な権利の範囲内であり、かつ、方法が社会通念上是認できる範囲に止まる限りにおいてのみ違法性が阻却されるとする意見もある。

## 未遂罪
恐喝罪の未遂は処罰される（刑法250条）。

## 二項恐喝
暴行や脅迫により債務を免れるなどの行為が該当する。例として羽賀研二未公開株詐欺事件を参照。

## 法定刑
法定刑は10年以下の拘禁刑である。なお、組織的に行った場合は組織的な犯罪の処罰及び犯罪収益の規制等に関する法律が適用され、法定刑は1年以上の有期拘禁刑（最長で20年。再犯や併合罪などにより刑を加重した場合は最長で30年）。

## 親族間の犯罪に関する特例
親族間の犯罪に関する特例の規定が準用されている（刑法251条・244条）。

## 他の犯罪との対比
- 窃盗罪とは、財物を領得する点では共通するが、相手方の意思による処分行為に基づく必要がある点で異なる。
- 強盗罪とは、脅迫を手段とする点では共通するが、脅迫の程度が相手方の反抗を抑圧するに足りる程度のものである必要がない点で異なる。
- 詐欺罪とは、相手方の意思に基づく処分行為を要する点で共通するが、人を「欺く」ことではなく、人を「脅迫する」ことにより財産を処分させる点で異なる。
- 強要罪とは、「脅迫を加えること」「相手方が畏怖すること」「相手方がその意思により、行動すること」が共通するが、強要罪は、その行動の結果が脅迫者が指定する相手方への財物の交付又は財産上の利益の提供でないこと、また、恐喝罪は「義務あること」であっても成立する（上記「権利行使と恐喝」参照）が、強要罪は成立しない点で異なる。

## 備考
- 恐喝罪の公訴時効は、刑事訴訟法第250条4号により、7年である。
- 警察庁は、恐喝を覚醒剤取締法違反、賭博、ノミ行為等（公営競技関係4法違反）と並ぶ暴力団の「伝統的資金獲得活動」の一つとして扱っている[1]